# Rękawiczka (bajka ludowa)
Rękawiczka (ukr. Рукавичка) – tradycyjna ukraińska bajka ludowa, popularna na Ukrainie i dzięki tłumaczeniom na wiele języków znana także poza jej granicami. Jest to opowieść o zgubionej w lesie rękawiczce, którą znajdują zwierzęta i postanawiają w niej zamieszkać. Bajka obrazuje gościnność bohaterów tej historii i uczy dzielenia się i porozumienia z innymi nawet w ciężkich czasach.

## Fabuła
Istnieje wiele wariantów tej ukraińskiej bajki ludowej.  W każdym z nich człowiek (czasem w towarzystwie psa) zimową porą gubi w lesie rękawiczkę. Przeważnie to dziadek gubi rękawiczkę, są jednak i wersje, kiedy to dziecko (chłopiec) ją traci. Na porzuconą w śniegu rękawiczkę napotykają różne leśne zwierzęta i aby chronić się przed zimowym chłodem, po kolei się do niej wprowadzają za zgodą wcześniej już zamieszkałych bohaterów opowieści.
W różnych wersjach bajki pojawiają się różne zwierzęta chętne do zamieszkania w rękawiczce jednak zawsze kolejni bohaterowie są coraz większego rozmiaru. Przeważnie pierwszą mieszkanką rękawiczki jest Myszka, najmniejsza ze wszystkich zwierząt pojawiających się w bajce. Potem dołącza do niej Żabka, której Myszka pozwala ze sobą zamieszkać. Następni są Zając, po nim (w niektórych wersjach Dzik), Lisiczka i Wilk. Każde zwierzę prosi o zgodę lokatorów rękawiczki zanim się wprowadzi. Wreszcie pojawia się Niedźwiedź, który także chce zamieszkać w rękawiczce. Pozostali mieszkańcy rękawiczki pozwalają mu do siebie dołączyć. Niedźwiedź wpycha się do środka. Jednak rękawiczka ledwie może pomieścić kolejnego już i zarazem ostatniego mieszkańca. Ciasnota sprawia, że rękawiczka pęka a zwierzęta rozbiegają się po lesie. W niektórych wersjach bajki to kichnięcie bohatera jest przyczyną pęknięcia rękawiczki. W innych wersjach rękawiczka pozostaje cała a jej lokatorzy wyskakują z niej w strachu przed nadbiegającym rozszczekanym psem, po czym uciekają w popłochu. Opowieść kończy się, gdy właściciel rękawiczki znajduje ją sam albo z pomocą swego psa.

## Bohaterowie
Zwierzęcy bohaterowie bajki są tu spersonifikowani. Tak jak postaci z innych bajek i te postaci symbolizują jakąś cechę ich zachowania lub charakteru. I tak na przykład w wielu bajkach lis jest symbolem przebiegłości, wilk okrucieństwa, zając bojaźliwości, koń ciężkiej pracy i pies lojalności [2]. W „Rękawiczce” bohaterom zostały nadane rymujące się z ich gatunkiem imiona: „Myszka Skrobiłapka”, „Żabka Rechotuszka”, "Zając Długouszek", "Lisiczka Siostrzyczka", "Wilk Szary Brat", „Dziczysko Ostroklisko” i "Niedźwiedź Włóczyłapa”. Imiona te mają podwójne znaczenie odzwierciedlając ich cechy charakteru i pozwalając czytelnikom wyobrazić sobie dokładnie każde zwierzę występujące w bajce.

## Metaforyka
Zwierzęta zamieszkujące rękawiczkę są do siebie przyjaźnie nastawione. Mimo tego, że kolejni pojawiający się bohaterowie są coraz więksi i choć rękawiczka robi się coraz ciaśniejsza a w związku z tym warunki mieszkaniowe są coraz trudniejsze, wszyscy starają się żyć w zgodzie i pozwalają nowym zwierzętom do siebie dołączyć (jak w ukraińskim przysłowiu, które mówi: Gdzie jest przyjaźń, tam nie jest ciasno). Można też powiedzieć, że bajka ukazuje gorzki urok długiego życia w ciasnych warunkach, gdzie każde stworzenie dąży do posiadania własnego nawet choćby i małego miejsca zamieszkania.
Według ukraińskiego badacza folkloru Wiktora Dawydiuka bajka ta odzwierciedla wyobrażenia na temat kalendarza dotyczące kolejności polowań na różne zwierzęta zgodnego z sezonem łowieckim. Wskazuje na to w szczególności liczba zwierząt, które przychodzą do rękawiczki, a jest ich przeważnie 7. Kalendarz łowiecki nie wymagał takiej precyzji jak kalendarz rolniczy i miał 7 miesięcy po 7 tygodni, które mają 7 dni, co opiera się na cyklu zmieniających się faz księżyca. Imię niedźwiedzia w ukraińskim oryginale „vedmid’ – nabrid” daje do zrozumienia, że to niedźwiedź, który nie zasnął w barłogu na zimę więc staje się ostatnim w roku obiektem polowania. Pojawienie się w bajce zwierząt domowych jak i tych nie z chowu przemysłowego wskazuje na nawarstwienie się czasów późniejszych kiedy to utrwaliła się i rozpowszechniła uprawa zbóż i hodowla zwierząt.

## Tłumaczenia
„Rękawiczka” została przetłumaczona na wiele języków, w tym na język angielski, polski, niemiecki,  japoński, azerbejdżański i rosyjski.

## Wydania książkowe po polsku
Rękawica. Bajka ukraińska. Wydawnictwo Małysz, Moskwa. Ilustracje: E. Bułatow i O. Wasiljew. Wydawnictwo Nasza Księgarnia. Rok wydania 1976
Rękawiczka. Ukraińska bajka ludowa dla dzieci w wieku przedszkolnym. Tłumaczenie: Mikołaj Durkiewicz. Ilustracje: Walentyna Melnyczenko. Wydawnictwo Wesełka, Kijów. Rok wydania: 1988. ISBN 5-301-00467-0
Rękawiczka. Ukraińska bajka ludowa. Ilustracje: Romana Romanyszyn i Andrij Łesiw. Tłumaczenie:  Katarzyna Kotyńska. Seria:  Polecone z Zagranicy. Wydawnictwo Dwie Siostry. Wydanie pierwsze: 2019.
Rękawiczka. The Glove. Рукавичка. Tekst: Janusz Kujawa. Ilustracje: Barbara i Tomasz Piątkowscy. Wydanie dwujęzyczne polsko-angielskie z dołączonym tekstem w języku ukraińskim (autor Viktoria Zadorozhna) i kartami pracy (bajka kamishibai). Wydawnictwo Kokoszka. Wydanie pierwsze: 2022. ISBN 978-83-960656-7-4

## W kulturze masowej
W 1996 roku Ukraińskie Studio Filmów Animowanych Ukranimafilm stworzyło w Ukrainie film animowany na podstawie bajki. (scenariusz i reżyseria N. Marchenkowa).
W 2001 roku ukraińska instytucja państwowa zajmująca się świadczeniem usług pocztowych Ukrposzta wyemitowała serię znaczków pocztowych, na których zagościli bohaterowie ukraińskich bajek ludowych, w tym znaczek przedstawiający bohaterów „Rękawiczki”.